# Fernando Canesin Matos
Fernando Canesin Matos (Ribeirão Preto, 27 februari 1992) is een Braziliaanse voetballer die doorbrak bij RSC Anderlecht. Hij is een aanvallende middenvelder, en werd in 2013-14 uitgeleend aan KV Oostende, dat hem in 2014 definitief overnam. In augustus 2015 verkreeg hij ook een Belgisch paspoort. Sinds 2022 speelt hij in zijn thuisland voor Cruzeiro.

## Carrière
Fernando Canesin is een lichtvoetige middenvelder, die doorgaans in steun van de aanvaller(s) speelt. Hij voetbalde in zijn geboorteland Brazilië bij Olé Brasil FC, waar hij door scouts van RSC Anderlecht werd opgemerkt. In 2009 trok hij naar Brussel, waar hij een tijdlang in het beloftenelftal van Anderlecht voetbalde. Na een proefperiode van zes maanden ondertekende hij er begin 2010 een contract voor vier seizoenen.
In 2010/11 maakte Canesin zijn debuut voor paarswit, in de laatste wedstrijd van de play-offs. Hij koos voor het rugnummer 55, een verwijzing naar het geboortejaar van zijn vader, die net voor zijn vertrek naar Anderlecht was overleden.
Op 4 augustus 2011 verlengde Canesin zijn contract tot medio 2016. Op 14 december 2011 scoorde hij voor het eerst in een officiële wedstrijd, in het met 2-1 gewonnen Europa League-duel tegen Lokomotiv Moskou.
Onder trainer John van den Brom kreeg Canesin in het seizoen 2012/13 maar weinig speelkansen. In augustus 2013 werd hij, samen met Jordan Lukaku, voor één seizoen uitgeleend aan neo-eersteklasser KV Oostende, dat hem in april 2014 definitief overnam van Anderlecht.

## Statistieken
| Seizoen         | Club                | Land              | Competitie         | Competitie | Competitie | Beker | Beker | Internationaal | Internationaal | Totaal | Totaal |
| Seizoen         | Club                | Land              | Competitie         | Wed.       | Dlp.       | Wed.  | Dlp.  | Wed.           | Dlp.           | Wed.   | Dlp.   |
| --------------- | ------------------- | ----------------- | ------------------ | ---------- | ---------- | ----- | ----- | -------------- | -------------- | ------ | ------ |
| 2010/11         | RSC Anderlecht      | Vlag van België   | Jupiler Pro League | 1          | 0          | 0     | 0     | 0              | 0              | 1      | 0      |
| 2011/12         | RSC Anderlecht      | Vlag van België   | Jupiler Pro League | 25         | 1          | 1     | 0     | 8              | 1              | 34     | 2      |
| 2012/13         | RSC Anderlecht      | Vlag van België   | Jupiler Pro League | 4          | 0          | 2     | 0     | 3              | 1              | 9      | 1      |
| 2013/14         | → KV Oostende       | Vlag van België   | Jupiler Pro League | 30         | 3          | 6     | 0     | —              | —              | 36     | 3      |
| 2014/15         | KV Oostende         | Vlag van België   | Jupiler Pro League | 35         | 2          | 2     | 1     | —              | —              | 37     | 3      |
| 2015/16         | KV Oostende         | Vlag van België   | Jupiler Pro League | 36         | 7          | 1     | 0     | —              | —              | 37     | 7      |
| 2016/17         | KV Oostende         | Vlag van België   | Jupiler Pro League | 17         | 1          | 6     | 0     | —              | —              | 20     | 1      |
| 2017/18         | KV Oostende         | Vlag van België   | Jupiler Pro League | 29         | 1          | 2     | 0     | 2              | 0              | 33     | 1      |
| 2018/19         | KV Oostende         | Vlag van België   | Jupiler Pro League | 28         | 6          | 5     | 0     | —              | —              | 33     | 6      |
| 2019/20         | KV Oostende         | Vlag van België   | Jupiler Pro League | 18         | 1          | 1     | 0     | —              | —              | 19     | 1      |
| 2020/20         | Atlético Paranaense | Vlag van Brazilië | Série A            | 16         | 1          | 0     | 0     | 0              | 0              | 16     | 1      |
| Carrière totaal | Carrière totaal     | Carrière totaal   | Carrière totaal    | 248        | 23         | 26    | 1     | 14             | 2              | 288    | 25     |

## Palmares
| Nationaal          |    |            |
| Belgisch kampioen  | 2x | 2012, 2013 |
| Belgische Supercup | 1x | 2012       |